# Список міністрів закордонних справ Ірландії
Список міністрів закордонних справ Ірландії

## Міністри закордонних справ Ірландії
1. Джордж Планкетт — (1919–1921);
2. Артур Гріффіт — (1921–1922);
3. Джордж Гейвен Даффі — (1922);
4. Артур Гріффіт — (1922);
5. Майкл Хейес — (1922).
6. Десмонд Фіцджеральд — (1922–1927);
7. Кевін О'Хіггінс — (1927);
8. Вільям Томас Косгрейв — (1927);
9. Патрік Макгілліган — (1927–1932);
10. Еймон де Валера — (1932–1948);
11. Шон Макбрайд — (1948–1951);
12. Френк Екен — (1951–1954);
13. Ліам Косгрейв — (1954–1957);
14. Френк Екен — (1957–1969);
15. Патрик Гіллері — (1969–1971).
16. Патрик Гіллері — (1971–1973).
17. Браян Ленхен — (1973–1973);
18. Гаррет Фітцджеральд — (1973–1977);
19. Мічеел О'Кеннеді — (1977–1979);
20. Браян Ленхен — (1979–1981);
21. Джон Келлі — (1981–1981);
22. Джеймс Дудж — (1981–1982);
23. Джеррі Коллінз — (1982);
24. Пітер Беррі — (1982–1987);
25. Браян Ленхен — (1987–1989);
26. Джеррі Коллінз — (1989–1992);
27. Девід Андрюс — (1992–1993);
28. Дік Спрінг — (1993–1994);
29. Альберт Рейнольдс — (1994);
30. Дік Спрінг — (1994–1997);
31. Рей Берк — (1997);
32. Девід Андрюс — (1997–2000);
33. Браян Ковен — (2000–2004);
34. Дермот Орн — (2004–2008);
35. Мічеел Мартін — (2008–2011);
36. Браян Ковен — (19 січня 2011 — 9 березня 2011);
37. Імон Гілмор — (9 березня 2011 — 11 липня 2014);
38. Чарльз Фланаган — (11 липня 2014 — 14 червня 2017);
39. Саймон Ковні — (14 червня 2017 — 17 грудня 2022);
40. Міхал Мартін — (17 грудня 2022 — 23 січня 2025);
41. Саймон Гарріс — (з 23 січня 2025).